# 시라노 (뮤지컬)
뮤지컬 《시라노》는 프랑스의 시인이자 극작가인 에드몽 로스탕이 쓴 실존인물 ‘시라노 드 베르주라크’의 이야기 《시라노》를 프랭크 와일드혼이 곡을 쓰고 레슬리 브리커스가 대본을 맡은 작품이다. 2017년 류정한, 홍광호, 김동완이 시라노를 맡아 LG아트센터에서 한국 초연무대를 가졌고, 2019년 류정한,최재웅,이규형,조형균 캐스트로 광림아트센터 BBCH홀에서 재연되었다.

## 줄거리
17세기 중엽의 파리, “세상 모든 거인들과 맞서리라”는 용기와 포부를 가진 ‘시라노 드 베르주라크(Cyrano de Bergerac)’는 로맨틱한 시 쓰기를 좋아하는 인물. 귀족에게 결코 꿇리지 않는 기상을 가진 그의 단 하나의 컴플렉스는 '커다란 코'. 그 때문에 오랫동안 '록산'에 대한 연정을 숨겨야했다. 그런데, 잘 생긴 크리스티앙이 끼어들면서 애절한 사랑이야기가 펼쳐진다.

## 등장인물
- 시라노: 시 잘 쓰고, 칼 잘 쓰는 낭만적 군인
- 록산:아주이쁜사람
- 크리스티앙:말을 잘 못하는 군인
- 드기슈
- 라그노
- 르브레

## 창작진
- 작곡: 프랭크 와일드혼
- 대본: 레슬리 브리커스

## 캐스팅
| 시즌   | 시라노                      | 록산          | 크리스티앙    | 라그노        | 르브레 |
| ------ | --------------------------- | ------------- | ------------- | ------------- | ------ |
| 2019년 | 류정한 최재웅 이규형 조형균 | 박지연 나하나 | 송원근 김용한 | 육현욱        | 최호중 |
| 2017년 | 류정한 홍광호 김동완        | 최현주 린아   | 임병근 서경수 | 이창용 주종혁 | 임기홍 |